# Tremors: A Cold Day in Hell
Série Tremors
Tremors 5: Bloodlines
(2015) Tremors: Shrieker Island
(2020)
Pour plus de détails, voir Fiche technique et Distribution.
Tremors: A Cold Day in Hell est un film américain réalisé par Don Michael Paul et sorti directement en vidéo en 2018. Il s'agit du 6e film de la série Tremors.

## Synopsis
Burt Gummer et son fils Travis se rendent dans le Nunavut au Canada pour affronter une meute de Graboïdes qui attaque en permanence une station de recherche scientifique. Burt y retrouve Valerie McKee, la fille de Val.

## Fiche technique
- Titre original : Tremors: A Cold Day in Hell
- Réalisation : Don Michael Paul
- Scénario : John Whelpley
- Musique : Brain Mantia et Frederik Wiedmann
- Photographie : Hein de Vos
- Montage : Cameron Hallenbeck
- Création des décors : Andrew Orlando
- Création des costumes : Danielle Knox
- Effets spéciaux : Paul Pieterse
- Effets spéciaux visuels : Cinemotion Ltd.
- Producteur : Mike Elliott
- Coproducteur : Greg Holstein
- Société de production : Universal 1440 Entertainment
- Société de distribution : Universal Studios
- Pays de production :  États-Unis
- Genre : comédie horrifique, action et science-fiction
- Durée : 98 minutes
- Format : Couleurs - 1.78:1 - 35 mm - son Dolby Digital
- Dates de sortie : 
  - États-Unis : 1er mai 2018
  - France : 15 mai 2018 (vidéo à la demande[2])

## Distribution
- Michael Gross (VF : Michel Prud'homme) : Burt Gummer
- Jamie Kennedy (VF : Damien Witecka) : Travis B. Welker
- Tanya van Graan : Dr Rita Sims
- Jay Anstey : Dr D
- Alistair Moulton Black : Yankee
- Paul du Toit : M. Cutts
- Keeno Lee Hector : Aklark
- Danny Keogh (VF : Philippe Peythieu) : l'agent Dalkwed
- Greg Kriek : Dutch
- Jamie-Lee Money : Valerie McKee
- Kiroshan Naidoo : Hart Hansen
- Francesco Nassimbeni : Dr Charles Freezze
- Adrienne Pearce : Mac
- Christie Peruso : le geo-technicien Vargas
- Jenna Upton : Dr Silke Daanen

## Production
Comme Tremors 5: Bloodline, le film est tourné en Afrique du Sud (alors que la Bulgarie avait été envisagée).